# Lutte aux Jeux asiatiques de 2006
Les compétitions de lutte aux Jeux asiatiques de 2006 se sont déroulées du 9 au 14 décembre 2006 au Aspire Hall 4, à Doha, au Qatar. Deux disciplines étaient au programme : la lutte gréco-romaine avec sept épreuves (toutes masculines) et la lutte libre avec onze épreuves (quatre féminines et sept masculines). 

## Tableau des médailles
| Lutte    | Lutte aux Jeux asiatiques de 2006 | Lutte aux Jeux asiatiques de 2006 | Lutte aux Jeux asiatiques de 2006 | Lutte aux Jeux asiatiques de 2006 | Lutte aux Jeux asiatiques de 2006 |
| Position | Pays                              | Or                                | Argent                            | Bronze                            | Total                             |
| Position | Pays                              |                                   |                                   |                                   | Total                             |
| 1        | Corée du Sud                      | 5                                 | 3                                 | 3                                 | 11                                |
| 2        | Iran                              | 4                                 | 5                                 | 1                                 | 10                                |
| 3        | Japon                             | 4                                 | 2                                 | 3                                 | 9                                 |
| 4        | Ouzbékistan                       | 2                                 | 3                                 | 3                                 | 8                                 |
| 5        | Chine                             | 2                                 | 1                                 | 3                                 | 6                                 |
| 6        | Kazakhstan                        | 1                                 | 1                                 | 3                                 | 5                                 |
| 7        | Inde                              | 0                                 | 1                                 | 5                                 | 6                                 |
| 8        | Corée du Nord                     | 0                                 | 1                                 | 2                                 | 3                                 |
| 9        | Jordanie                          | 0                                 | 1                                 | 0                                 | 1                                 |
| 10       | Kirghizistan                      | 0                                 | 0                                 | 6                                 | 6                                 |
| 11       | Mongolie                          | 0                                 | 0                                 | 5                                 | 5                                 |
| 12       | Qatar                             | 0                                 | 0                                 | 1                                 | 1                                 |
| 12       | Syrie                             | 0                                 | 0                                 | 1                                 | 1                                 |

## Lutte gréco-romaine

### Tableau des médailles
|          | Lutte gréco-romaine aux Jeux asiatiques de 2006 |    |        |        |       |
| Position | Pays                                            | Or | Argent | Bronze | Total |
| Position | Pays                                            |    |        |        | Total |
| 1        | Corée du Sud                                    | 4  | 0      | 0      | 4     |
| 2        | Chine                                           | 1  | 1      | 1      | 3     |
| 3        | Japon                                           | 1  | 0      | 2      | 3     |
| 4        | Kazakhstan                                      | 1  | 0      | 0      | 1     |
| 5        | Iran                                            | 0  | 4      | 1      | 5     |
| 6        | Ouzbékistan                                     | 0  | 1      | 2      | 3     |
| 7        | Jordanie                                        | 0  | 1      | 0      | 1     |
| 8        | Kirghizistan                                    | 0  | 0      | 4      | 4     |
| 9        | Corée du Nord                                   | 0  | 0      | 1      | 1     |
| 9        | Inde                                            | 0  | 0      | 1      | 1     |
| 9        | Qatar                                           | 0  | 0      | 1      | 1     |
| 9        | Syrie                                           | 0  | 0      | 1      | 1     |

### Hommes

#### Moins de 55 kg
| Médaille | Nom           | Pays          |
| -------- | ------------- | ------------- |
|          | Jiao Huafeng  | Chine         |
| Argent   | Jasem Amiri   | Iran          |
| Bronze   | Cha Kwang Su  | Corée du Nord |
| Bronze   | Vinayak Dalvi | Inde          |

#### Moins de 60 kg
| Médaille | Nom              | Pays         |
| -------- | ---------------- | ------------ |
|          | Makoto Sasamoto  | Japon        |
| Argent   | Sheng Jiang      | Chine        |
| Bronze   | Dilshod Aripov   | Ouzbékistan  |
| Bronze   | Ruslan Tumenbaev | Kirghizistan |

#### Moins de 66 kg
| Médaille | Nom               | Pays         |
| -------- | ----------------- | ------------ |
|          | Kim Min Chul      | Corée du Sud |
| Argent   | Rawshan Ruzikulov | Ouzbékistan  |
| Bronze   | Masaki Imuro      | Japon        |
| Bronze   | Hamid Reihani     | Iran         |

#### Moins de 74 kg
| Médaille | Nom                         | Pays         |
| -------- | --------------------------- | ------------ |
|          | Roman Melyoshin             | Kazakhstan   |
| Argent   | Davod Abedinzadeh Chadorchi | Qatar        |
| Bronze   | Bakhit Badr                 | Iran         |
| Bronze   | Daniar Kobonov              | Kirghizistan |

#### Moins de 84 kg
| Médaille | Nom              | Pays         |
| -------- | ---------------- | ------------ |
|          | Kim Jung Sub     | Corée du Sud |
| Argent   | Yahia Abutabeekh | Jordanie     |
| Bronze   | Janarbek Kenjeev | Kirghizistan |
| Bronze   | Shingo Matsumoto | Japon        |

#### Moins de 96 kg
| Médaille | Nom                 | Pays         |
| -------- | ------------------- | ------------ |
|          | Han Tae Young       | Corée du Sud |
| Argent   | Masoud Hashem Zadeh | Iran         |
| Bronze   | Muhammad Al Ken     | Syrie        |
| Bronze   | Genadi Chkhaidze    | Ouzbékistan  |

#### Moins de 120 kg
| Médaille | Nom                           | Pays         |
| -------- | ----------------------------- | ------------ |
|          | Kim Gwang Seok                | Corée du Sud |
| Argent   | Mehdi Ghesmatiazar Sharbaiani | Iran         |
| Bronze   | Nurbek Ibragimov              | Kirghizistan |
| Bronze   | Liu Deli                      | Chine        |

## Lutte libre

### Tableau des médailles
|          | Lutte libre aux Jeux asiatiques de 2006 |    |        |        |       |
| Position | Pays                                    | Or | Argent | Bronze | Total |
| Position | Pays                                    |    |        |        | Total |
| 1        | Iran                                    | 4  | 1      | 0      | 5     |
| 2        | Japon                                   | 3  | 2      | 1      | 6     |
| 3        | Ouzbékistan                             | 2  | 2      | 1      | 5     |
| 4        | Corée du Sud                            | 1  | 3      | 3      | 7     |
| 5        | Chine                                   | 1  | 0      | 2      | 3     |
| 6        | Inde                                    | 0  | 1      | 4      | 5     |
| 7        | Kazakhstan                              | 0  | 1      | 3      | 4     |
| 8        | Corée du Nord                           | 0  | 1      | 1      | 2     |
| 9        | Mongolie                                | 0  | 0      | 5      | 5     |
| 10       | Kirghizistan                            | 0  | 0      | 2      | 2     |

### Femmes

#### Moins de 48 kg
| Médaille | Nom                   | Pays         |
| -------- | --------------------- | ------------ |
|          | Chiharu Icho          | Japon        |
| Argent   | Kim Hyung Joo         | Corée du Sud |
| Bronze   | Li Xiaomei            | Chine        |
| Bronze   | Enkhjargal Tsogtbazar | Mongolie     |

#### Moins de 55 kg
| Médaille | Nom                | Pays       |
| -------- | ------------------ | ---------- |
|          | Saori Yoshida      | Japon      |
| Argent   | Olga Smirnova      | Kazakhstan |
| Bronze   | Otgonjargal Naidan | Mongolie   |
| Bronze   | Alka Tomar         | Inde       |

#### Moins de 63 kg
| Médaille | Nom                | Pays     |
| -------- | ------------------ | -------- |
|          | Kaori Icho         | Japon    |
| Argent   | Geetika Jakhar     | Inde     |
| Bronze   | Odonchimeg Badrakh | Mongolie |
| Bronze   | Xu Haiyan          | Chine    |

#### Moins de 72 kg
| Médaille | Nom             | Pays         |
| -------- | --------------- | ------------ |
|          | Wang Xu         | Chine        |
| Argent   | Kyoko Hamaguchi | Japon        |
| Bronze   | Burmaa Ochirbat | Mongolie     |
| Bronze   | Iana Panova     | Kirghizistan |

### Hommes

#### Moins de 55 kg
| Médaille | Nom              | Pays          |
| -------- | ---------------- | ------------- |
|          | Dilshod Mansurov | Ouzbékistan   |
| Argent   | Jon Hyon Guk     | Corée du Nord |
| Bronze   | Kim Hyo Sub      | Corée du Sud  |
| Bronze   | Hidenori Taoka   | Japon         |

#### Moins de 60 kg
| Médaille | Nom                          | Pays          |
| -------- | ---------------------------- | ------------- |
|          | Seyed Mohammedi Pahnehkalaei | Iran          |
| Argent   | Song Jae Myung               | Corée du Sud  |
| Bronze   | Ri Yong Chol                 | Corée du Nord |
| Bronze   | Yogeshwar Dutt               | Inde          |

#### Moins de 66 kg
| Médaille | Nom               | Pays         |
| -------- | ----------------- | ------------ |
|          | Baek Jin Kuk      | Corée du Sud |
| Argent   | Takafumi Kojima   | Japon        |
| Bronze   | Batzorig Buyanjav | Mongolie     |
| Bronze   | Sushil Kumar      | Inde         |

#### Moins de 74 kg
| Médaille | Nom                    | Pays         |
| -------- | ---------------------- | ------------ |
|          | Ali Asghar Bazrighaleh | Iran         |
| Argent   | Cho Byung Kwan         | Corée du Sud |
| Bronze   | Abdulkhakim Shapiyev   | Kazakhstan   |
| Bronze   | Soslan Tigiev          | Ouzbékistan  |

#### Moins de 84 kg
| Médaille | Nom                | Pays         |
| -------- | ------------------ | ------------ |
|          | Reza Yazdani       | Iran         |
| Argent   | Zaurbek Sokhiev    | Ouzbékistan  |
| Bronze   | Magomed Kurugliyev | Kazakhstan   |
| Bronze   | Noh Je Hyoun       | Corée du Sud |

#### Moins de 96 kg
| Médaille | Nom                | Pays         |
| -------- | ------------------ | ------------ |
|          | Ali Reza Heidari   | Iran         |
| Argent   | Oleg Kallagov      | Ouzbékistan  |
| Bronze   | Taimuraz Tigiyev   | Kazakhstan   |
| Bronze   | Aleksey Krupnyakov | Kirghizistan |

#### Moins de 120 kg
| Médaille | Nom                    | Pays         |
| -------- | ---------------------- | ------------ |
|          | Artur Taymazov         | Ouzbékistan  |
| Argent   | Fardin Masoumi Valadi  | Iran         |
| Bronze   | Lee Se Hyoung          | Corée du Sud |
| Bronze   | Palwinder Singh Cheema | Inde         |